# Bengalia arawakia
Bengalia arawakia är en tvåvingeart som först beskrevs av Andy Z. Lehrer 2006.  Bengalia arawakia ingår i släktet Bengalia och familjen spyflugor.
Artens utbredningsområde är Jamaica. Inga underarter finns listade i Catalogue of Life.